# Crepidodera lamina
Crepidodera lamina es un coleóptero de la familia Chrysomelidae. Fue descrita científicamente en 1901 por Bedel.